# كشكو
كشكو (بالفارسية: کشکو) هي منطقة سكنية من نواحي بلدة أشكنان مقاطعة لامرد في محافظة فارس إيران.

## السكان
تقع هذه القرية في قسم أشكنان وحسب احصاءات سنة 2006 كان عدد سكانها 639 في 152 مسكن.